# Тодор Радев (депутат в Учредителното събрание)
 Тази статия е за народния представител.  За генерала вижте Тодор Радев.  
Тодор Радев Тодоров е учител и търговец в Силистра от преди Освобождението.

## Биография
Роден е в гр. Силистра в семейството на търговеца Ради Тодоров (Теодоров). Няма данни за неговата дата на раждане.
От 1862 до 1863 г. учи във френския колеж „Бебек“ в Цариград. Учител в тулчанското село Саръгьол. От 1876 до 1878 г. по предложение на Григорий Доростолско-Червенски е избран за настоятел на училището в Силистра.
Избран е за народен представител в Учредителното събрание от Силистра. Участва и в Първото народно събрание през 1879 г.
Избран за кмет в Силистра май – октомври 1878 г. От 19 октомври 1879 кмет на Силистра е Гено Чолаков.
Умира в Черна вода. Няма данни кога е починал.